# Paulo Benedeti
Paulo Benedeti (ur. 3 sierpnia 1975 w Medellín) – kolumbijski aktor i model. Nominowany do ALMA Award w kategorii wybitny aktor w telenoweli emitowanej w paśmie dziennym.

## Życiorys

### Wczesne lata
Urodził się w Medellín w Kolumbii jako najmłodszy z trojga rodzeństwa. Dorastał wraz ze starszym bratem Juanem Carlosem i starszą siostrą Giovanną. W 1982, kiedy miał 6 lat jego rodzina przeniosła się do Fort Lauderdale na Florydzie. Opanował język angielski z autentycznym amerykańskim akcentem, utrzymując płynną znajomość hiszpańskiego. W szkole średniej Boca Raton High School był dobrze zapowiadającym się graczem w polo i koszykarzem. Odnosił sukcesy w zawodach sportowych, zdobywając tytuł Najbardziej Wartościowego Gracza i Sportowca Roku. W wieku 19 lat podjął studia na wydziale informatyki i projektu technicznego na Florida Atlantic University w Boca Raton. Nauczył się grać na gitarze i keyboardzie. Uczył się aktorstwa w Methods of Acting pod kierunkiem Aurthora Mendozy w Los Angeles. 

### Kariera
Za namową kolegi wziął udział w przesłuchaniu w agencji dla modeli w Miami, podpisał kontrakt i podjął pracę jako model w Nowym Jorku. W 1996 poznał producenta telewizyjnego sitcomu fantasy ABC Poza błękit (Out of the Blue), gdzie został obsadzony w roli Maxa. Był korespondentem w serialu Przesmak sali (Hall Pass, 1996).
Od czerwca 1997 do 3 lipca 2000 grał rolę Jesse’ego Blue w operze mydlanej CBS Guiding Light, za którą w 1999 zdobył nominację do ALMA Award. Debiutował na kinowym ekranie w roli Kirka w dreszczowcu Dzikie żądze (Wild Things, 1998) u boku Kevina Bacona, Neve Campbell, Matta Dillona i Denise Richards. 
Od 29 maja 2001 do września 2002 występował w roli Antoniego „Tony’ego” Domingueza, latynoskiego cenionego stylisty i projektanta mody Spectra Fashion w operze mydlanej CBS Moda na sukces (The Bold and the Beautiful), gdzie był narzeczonym Kristen Forrester (Tracy Melchior), z którą adoptował syna Zende (Rome Flynn), i okazał się nosicielem wirusa HIV. Powrócił do serialu w 2012, 2013 i 2017.